# Alice & June Tour (Tournée)
 (mars 2014).
Si vous disposez d'ouvrages ou d'articles de référence ou si vous connaissez des sites web de qualité traitant du thème abordé ici, merci de compléter l'article en donnant les références utiles à sa vérifiabilité et en les liant à la section « Notes et références ».

Alice & June Tour est une tournée du groupe français Indochine.

## Dates
| Alice & June Tour Prelude            |                       |            |                           |
| 17 décembre 2005                     | Bruxelles             | Belgique   | Le Botanique              |
| 19 décembre 2005                     | Reims                 | France     | La Cartonnerie            |
| 20 décembre 2005                     | Paris                 | France     | Cité de la musique        |
| Alice & June Tour Printemps          |                       |            |                           |
| 6 mars 2006                          | Montpellier           | France     | Zénith                    |
| 8 mars 2006                          | Fontenay-le-Comte     | France     | Espace culturel           |
| 10 mars 2006                         | Limoges               | France     | Palais des sports         |
| 11 mars 2006                         | Amiens                | France     | Mégacité                  |
| 14 mars 2006                         | Grenoble              | France     | Summun                    |
| 15 mars 2006                         | Montluçon             | France     | Athanor                   |
| 17 mars 2006                         | Reims                 | France     | Parc des Expositions      |
| 18 mars 2006                         | Saint-Étienne         | France     | Palais des Spectacles     |
| 21 mars 2006                         | Chalon-sur-Saône      | France     | Parc Expo                 |
| 23 mars 2006                         | Le Havre              | France     | Docks Océane              |
| 27 mars 2006                         | Paris                 | France     | Théâtre Mogador           |
| 28 mars 2006                         | Paris                 | France     | Théâtre Mogador           |
| 30 mars 2006                         | Paris                 | France     | Théâtre Mogador           |
| 31 mars 2006                         | Paris                 | France     | Théâtre Mogador           |
| 27 avril 2006                        | Bourges               | France     | Printemps de Bourges      |
| 3 mai 2006                           | Liège                 | Belgique   | Forum                     |
| 4 mai 2006                           | Liège                 | Belgique   | Forum                     |
| 6 juin 2006                          | Hanoï                 | Viêt Nam   | Opéra de Hanoï            |
| 7 juin 2006                          | Hanoï                 | Viêt Nam   | Opéra de Hanoï            |
| 16 juin 2006                         | Montréal              | Canada     | Métropolis                |
| 17 juin 2006                         | Montréal              | Canada     | Métropolis                |
| Alice & June Tour Festival été       |                       |            |                           |
| 7 juillet 2006                       | Bobital               | France     | Festival des Terre-Neuvas |
| 9 juillet 2006                       | Liège                 | Belgique   | Les Ardentes              |
| 16 juillet 2006                      | Lyon                  | France     | Les Nuits de Fourvière    |
| 18 juillet 2006                      | La Rochelle           | France     | Francofolies              |
| 23 juillet 2006                      | Nyon                  | Suisse     | Paléo Festival            |
| 20 août 2006                         | Colmar                | France     | Foire aux vins d'Alsace   |
| Alice & June Tour Automne            |                       |            |                           |
| 13 octobre 2006                      | Clermont-Ferrand      | France     | Zénith                    |
| 14 octobre 2006                      | Bordeaux              | France     | Patinoire de Mériadeck    |
| 17 octobre 2006                      | Pau                   | France     | Zénith                    |
| 19 octobre 2006                      | Toulouse              | France     | Zénith                    |
| 20 octobre 2006                      | Toulon                | France     | Zénith                    |
| 23 octobre 2006                      | Nice                  | France     | Palais Nikaïa             |
| 24 octobre 2006                      | Marseille             | France     | Le Dôme                   |
| 7 novembre 2006                      | Lille                 | France     | Zénith                    |
| 8 novembre 2006                      | Lille                 | France     | Zénith                    |
| 10 novembre 2006                     | Lyon                  | France     | Halle Tony Garnier        |
| 18 novembre 2006                     | Strasbourg            | France     | Rhénus Sport              |
| 20 novembre 2006                     | Nancy                 | France     | Zénith                    |
| 21 novembre 2006                     | Beauvais              | France     | Elispace                  |
| 24 novembre 2006                     | Angers                | France     | Amphitéa                  |
| 25 novembre 2006                     | Rennes                | France     | MusikHall                 |
| 28 novembre 2006                     | Le Mans               | France     | Antarès                   |
| 29 novembre 2006                     | Caen                  | France     | Zénith                    |
| 1er décembre 2006                    | Orléans               | France     | Zénith                    |
| 5 décembre 2006                      | Rouen                 | France     | Zénith                    |
| 7 décembre 2006                      | Paris                 | France     | Paris-Bercy               |
| 8 décembre 2006                      | Paris                 | France     | Paris-Bercy               |
| 11 décembre 2006                     | Amnéville             | France     | Galaxie d'Amnéville       |
| 12 décembre 2006                     | Dijon                 | France     | Zénith                    |
| 15 décembre 2006                     | Bruxelles             | Belgique   | Forest National           |
| 16 décembre 2006                     | Bruxelles             | Belgique   | Forest National           |
| 19 décembre 2006                     | Nantes                | France     | Zénith                    |
| 22 décembre 2006                     | Genève                | Suisse     | arena                     |
| Alice & June Tour Printemps          |                       |            |                           |
| 2 mars 2007                          | Bruxelles             | Belgique   | Forest National           |
| 3 mars 2007                          | Bruxelles             | Belgique   | Forest National           |
| 6 mars 2007                          | Toulouse              | France     | Zénith                    |
| 8 mars 2007                          | Lyon                  | France     | Halle Tony Garnier        |
| 13 mars 2007                         | Lille                 | France     | Zénith                    |
| 14 mars 2007                         | Lille                 | France     | Zénith                    |
| 17 mars 2007                         | Bordeaux              | France     | Patinoire de Mériadeck    |
| 19 mars 2007                         | Limoges               | France     | Zénith                    |
| 22 mars 2007                         | Rennes                | France     | MusikHall                 |
| 24 mars 2007                         | Luxembourg            | Luxembourg | Rockhal                   |
| 31 mars 2007                         | Angoulême             | France     | Parc des Expos            |
| 5 avril 2007                         | Tours                 | France     | Parc des Expos            |
| 7 avril 2007                         | Besançon              | France     | Micropolis                |
| 10 avril 2007                        | Rouen                 | France     | Zénith                    |
| 19 mai 2007                          | Paris                 | France     | Paris-Bercy               |
| Alice & June Tour Festival été       |                       |            |                           |
| 30 juin 2007                         | Arras                 | France     | Main Square Festival      |
| 17 août 2007                         | Avenches              | Suisse     | Rock Oz'Arènes            |
| 18 août 2007                         | Colmar                | France     | Foire aux vins d'Alsace   |
| Le dernier petit tour d'Alice & June |                       |            |                           |
| 3 décembre 2007                      | Ramonville-Saint-Agne | France     | Le Bikini                 |
| 4 décembre 2007                      | Clermont-Ferrand      | France     | Coopérative de Mai        |
| 7 décembre 2007                      | Brest                 | France     | La Carène                 |
| 10 décembre 2007                     | Nancy                 | France     | L'Autre Canal             |
| 11 décembre 2007                     | Lyon                  | France     | Le Transbordeur           |